# Teraï
Cet article possède un paronyme, voir Terrail.

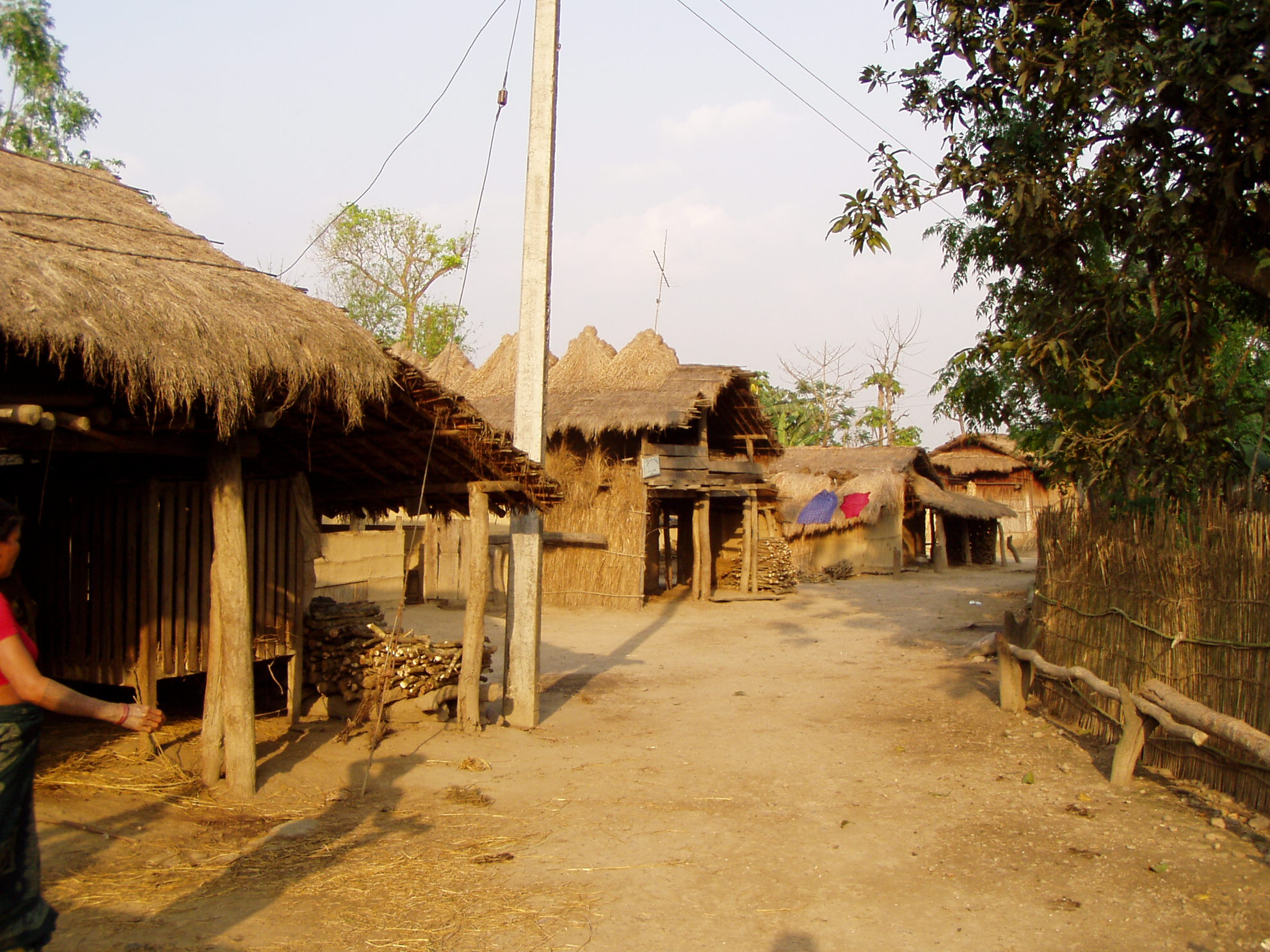
Village tharu à Sauraha

Le Teraï, ou Téraï (hindi : तराई, népalais : तराइ, tarāī), est la partie népalaise de la plaine indo-gangétique qui couvre également une large partie de l'Inde du Nord. 
Le Teraï est parsemé de prairies marécageuses, de savanes et de forêts tropicales. Son altitude est comprise entre 60 et 300 mètres. Le climat y est subtropical. Il constitue le grenier à blé du pays ainsi qu'un centre industriel et financier actif.
La région est essentiellement peuplée d'ethnies représentant près de la moitié de la population du Népal. Elles sont culturellement et linguistiquement plus proches des ethnies indiennes que des habitants des collines et montagnes du Népal qui eux, sont d'origine tibétaine. C'est dans la plaine du Terai que se trouve Lumbini (Rummindeï), lieu d'origine du Siddhartha Gautama (Bouddha).
Cette région abrite le parc national de Chitawan et le parc national de Bardia.

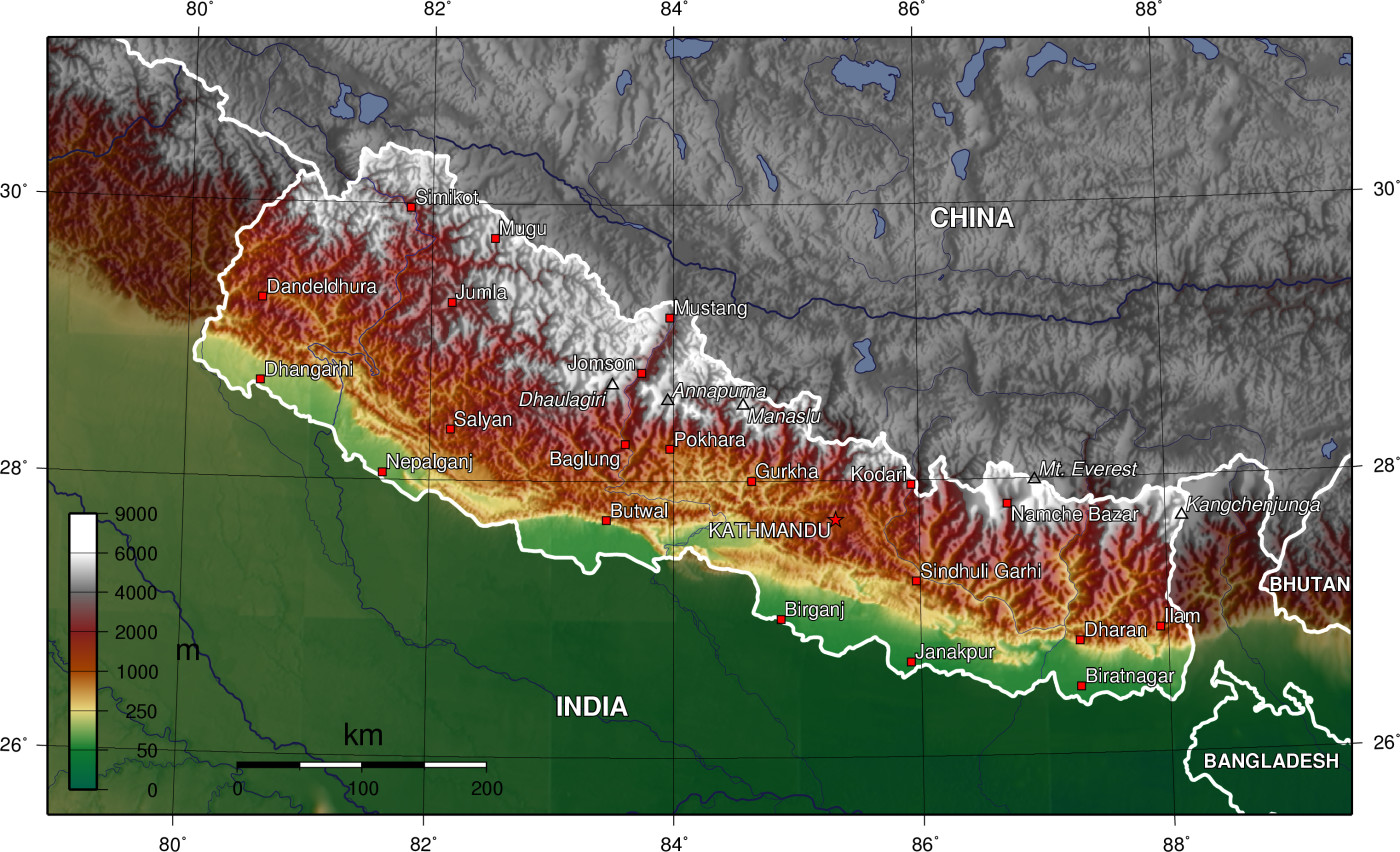
Plaine du Terai en vert, au sud et sud-est du Népal

### Filmographie
- Ram Beti, princesse du Teraï, film documentaire de Patrick Profit, Atmosphère Production, 2006, 52 minutes